# J-pop
El j-pop (comúnmente estilizado como J-POP; en japonés: ジェイポップ jeipoppu; una abreviación para pop japonés) es un género propio de la cultura musical popular de Japón surgido en los años noventa, pero significativamente en la música popular de los sesenta y la música rock, como los grupos musicales The Beatles y The Beach Boys, motivos por los cuales llevaron a bandas de rock japonés como Happy End fusionando el rock con la música de Japón a inicios de los setenta.
El jpop posteriormente fue definido por grupos de new wave a finales de los setenta, particularmente la banda de música electrónica Yellow Magic Orchestra y la banda de pop rock Southern All Stars. Finalmente, el j-pop reemplazó al Kayōkyoku (un término para la música pop japonesa desde los veinte hasta los ochenta) en la escena musical japonesa. El término fue creado por los medios japoneses para distinguir la música pop japonesa del resto, y se refiere únicamente al pop hecho dentro de Japón. 
El género musical ha influido en otros estilos de música, y por lo tanto en regiones cercanas, donde el estilo ha sido copiado por sus vecinos de Asia, que también han tomado el concepto para crear sus propias identidades musicales.

## Conformación y definición
El origen del jpop moderno radica en la música rock en japonés inspirada en el grupo The Beatles. A diferencia del género musical japonés llamado kayōkyoku, el j-pop utiliza una pronunciación especial, la cual es similar al inglés. un cantante en hacerlo es Keisuke Kuwata, quien pronuncia la palabra japonesa karada (cuerpo) como kyerada. adicionalmente, a diferencia de la música de occidente, la segunda mayor (sol y la) no era usualmente usada en la música japonesa, a excepción de la música culta, antes de que la música rock se volviera popular en Japón. Cuando el género Group Sounds, el cual era inspirado en el rock de occidente, se volvió popular, la música pop japonesa adoptó la segunda mayor, la cual era usada en los sonidos finales de la canción de The Beatles "I Want to Hold Your Hand" y en la canción de The Rolling Stones "(I Can't Get No) Satisfaction". Aunque la música pop japonesa cambió de ser una música basada en una escala pentatónica japonesa y tetracordios distorsionados, a un estilo más occidental con el paso del tiempo; la música tomada del estilo de canto tradicional japonés continúa siendo popular (como en Ringo Shiina).
En un inicio, el término J-Pop era usado solo para músicos con estilo occidental en Japón, como Pizzicato Five y Flipper's Guitar, justo después de que la estación de radio japonesa J-Wave se creara. Por otro lado, Mitsuhiro Hidaka de la banda AAA de Avex Trax dijo que el j-pop originalmente derivó del género Eurobeat. Sin embargo, el J-Pop se convirtió en un término global, abarcando otros géneros musicales, como la mayor parte de la música rock japonesa en los noventa.
En 1990, la subsidiaria japonesa Tower Records definió al J-Pop como toda música japonesa perteneciente a Recording Industry Association of Japan exceptuando a la música independiente japonesa (a la cual nombraron "J-indie"); sus tiendas comenzaron a utilizar clasificaciones adicionales, como J-club, J-punk, J-hip-hop, J-reggae, J-anime, y Visual kei hasta 2008; después músicos independientes comenzaron a lanzar sus trabajos a través de sellos discográficos. Ito Music City, una tienda de discos japonesa, adoptó las clasificaciones adicionales incluyendo Group Sounds, idol de los setenta y ochenta, enka, folk y músicos establecidos de 1970 y 1980, en conjunto a los principales géneros de J-Pop.
Mientras que los músicos de rock en Japón usualmente odiaban el término de "pop", Taro Kato, un miembro de la banda de pop punk Beat Crusaders, señaló que la intrincada música popular, como el pop art, era más pegajoso que el "J-pop", y afirmó que el J-pop era la música pops (ポップス poppusu?), memorablemente por su emisión al aire, en una entrevista cuando la banda completó su primer álbum de estudio bajo una discográfica mayor: P.O.A.: Pop on Arrival en 2005. Debido a que la banda no quería representar música J-pop, su álbum incluyó música pop de la MTV de los años ochenta. De acuerdo a su compañero de banda, Toru Hidaka, la música de los noventa que lo influenció (como Nirvana, Hi-Standard, y Flipper's Guitar) no era escuchada por fanes de otros tipos de música en Japón en ese entonces.
En contraste a esto, aunque muchos músicos de rock japoneses no respetaban la música kayōkyoku en los ochenta, muchas bandas de rock japonés de los noventa, como Glay, asimilaron el género kayōkyoku dentro de su música. después de finales de los años 1980, el breakbeat y los samplers también cambiaron la escena musical japonesa, con lo que bateristas expertos mejoraron su técnica, pues la música tradicional japonesa no tiene ritmos basado en el rock o en el blues.
Hide de la banda Greeeen describió abiertamente su género de música como J-Pop. Él dijo, A mí también me gusta el rock, Hip-Hop y los breakbeats, pero mi área se encuentra dentro del J-pop. Por ejemplo, los músicos de Hip-Hop aprendieron 'la cultura del hip hop' cuando comenzaron su carrera. Nosotros no somos como esos músicos y amamos la música como sus sonidos. Los profesionales podrán decir '¿Qué están haciendo?' pero pienso que nuestro estilo musical es genial después de todo. Lo bueno es lo bueno.

## Historia

### 1920–1960: Ryūkōka

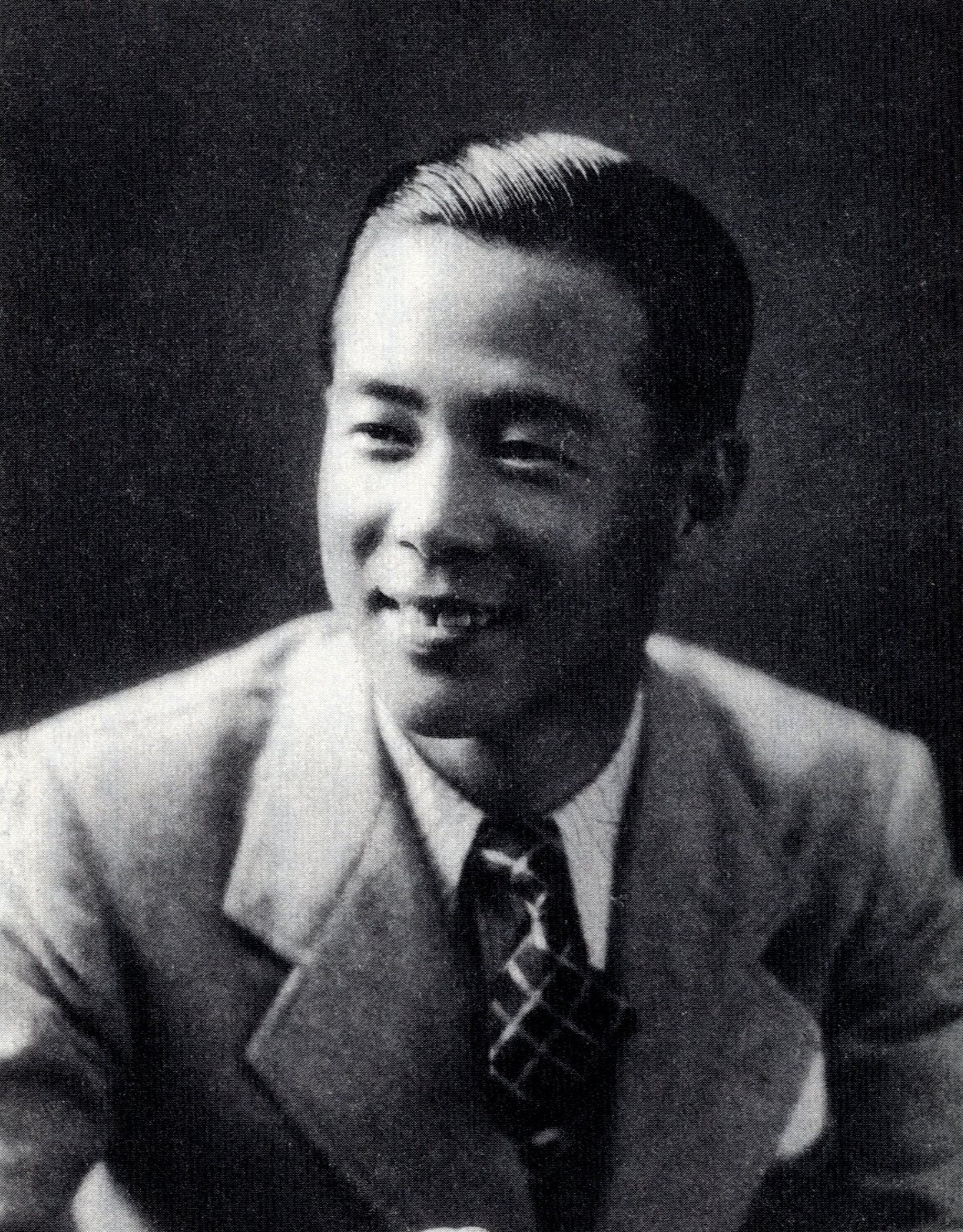
Ichiro Fujiyama, un influyente cantante de ryūkōka.

La música popular japonesa, llamada ryūkōka antes de separarse en enka y poppusu,
tiene sus orígenes en la Era Meiji, pero la mayoría de los académicos japoneses consideran que la Era Taishō fue el punto de partida del ryūkōka, pues en esta época fue cuando el género ganó popularidad internacional. Hasta la Era Taishō, las técnicas musicales de occidente y sus instrumentos, los cuales habían sido introducidos a Japón en la Era Meiji, era ampliamente usadas. influenciados por los géneros de occidente como el jazz y los blues, el ryūkōka incorporó instrumentos de occidente como el violín, la armónica, y la guitarra. Sin embargo, las melodías eran comúnmente escritas acorde a la escala pentatónica japonesa. En los treinta, Ichiro Fujiyama lanzó canciones populares con su voz de tenor. Fujiyama cantó canciones con un volumen más bajo que el de la ópera a través del micrófono (técnica que a veces es llamada crooning).[cita requerida]
El músico de jazz Ryoichi Hattori intentó reproducir música nativa japonesa la cual tenía un sabor a blues.
Él compuso el éxito "Wakare no Blues" (lit. "Blues de despedida") de Noriko Awaya. Awaya se convirtió en una famosa cantante popular y era llamada la Reina del Blues en Japón. Debido a la presión del Ejército Imperial Japonés durante la guerra, la presentación de la música jazz fue temporalmente prohibida en Japón. Hattori, quien estuvo en Shanghái al final de la guerra, produjo éxitos como "Tokyo Boogie-Woogie" de Shizuko Kasagi y "Aoi Sanmyaku" de Ichiro Fujiyama (lit. "Cordillera Azul"). Hattori posteriormente fue conocido como El Padre del poppusu japonés. Los soldados de Estados Unidos, quienes ocuparon Japón durante ese tiempo, y la Far East Network introdujeron una variedad de nuevos estilos musicales al país. Boogie-woogie, Mambo, Blues, y música country eran presentados por músicos japoneses para las tropas americanas. La versión de Chiemi Eri de la canción "Tennessee Waltz" (1952), "Omatsuri Mambo" (1952) de Hibari Misora y la versión de Izumi Yukimura de la canción "Till I Waltz Again with You" (1953) fueron populares. Grupos y músicos extranjeros visitaron Japón, incluyendo a JATP y Louis Armstrong. A mediados de los cincuenta, "Jazz Kissa" (ジャズ喫茶 Jazu Kissa, literalmente "Jazz cafe"?) se convirtieron en un lugar popular para el jazz en vivo. El jazz tuvo un gran impacto en el poppusu japonés, aunque el jazz auténtico no tuvo un gran impacto como género popular en la música de Japón. A finales de los cincuenta e inicios de los sesenta, el pop japonés se polarizó en kayō urbano y enka moderno.

### 1960: Origen del estilo moderno

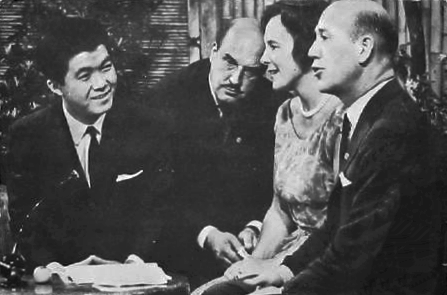
Kyu Sakamoto (izquierda) en 1964. Su canción "Sukiyaki" se convirtió en la primera canción japonesa en llegar al número uno en las listas de Billboard.

#### BoomRokabirī y Waseipops
Durante los cincuenta y los sesenta, varios grupos Kayōkyoku y cantantes ganaron experiencia presentándose en bases militares de Estados Unidos dentro de Japón. Durante mismo tiempo, el mánager de la Yakuza, Kazuo Taoka, reorganizó la industria de conciertos tratando a los ejecutantes como profesionales. Varias de sus ejecutantes posteriormente se convirtieron en participantes clave en el género del j-pop.
En 1956, la locura por el rock'n'roll japonés comenzó debido al grupo de música country conocido como "Kosaka Kazuya and the Wagon Masters"; su presentación de la canción "Heartbreak Hotel" de Elvis Presley ayudó a la nueva tendencia americana. La música era llamada "rockabilly" (o rokabirī) por los medios japoneses. Los ejecutantes aprendieron a tocar música y a traducir la lírica de canciones populares americanas, dando como resultado el nacimiento de Cover Pops (カヴァーポップス Kavā poppusu?). El movimiento rockabilly llegó su máximo cuando 45,000 personas vieron las presentaciones de los cantantes japoneses en el primer carnaval de occidente de Nichigeki en una semana de febrero de 1958.
Kyu Sakamoto, un fan de Elvis, tuvo su debut en el escenario como miembro de la banda The Drifters en el Carnaval de Occidente de Nichigeki en 1958. Su canción "Ue wo Muite Arukō" (1961) (Miremos hacia arriba y caminemos), conocida en otras partes del mundo como Sukiyaki, fue lanzada los Estados Unidos en 1963. Fue la primera canción japonesa en llegar al número uno en los Estados Unidos, estando cuatro semanas en la lista de Cash Box y tres semanas en las listas de Billboard. También recibió un disco de oro por la venta de 1 millón de copias. Durante este periodo, el dúo The Peanuts se volvió popular, cantando una canción para película Mothra. Sus canciones como "Furimukanaide" ("No voltees") fueron covereadas por Candies en el álbum Candy Label. Artistas como Kyu Sakamoto y The Peanuts fueron nombradas como Wasei Pops (和製ポップス Wasei poppusu?, "Japan-made pop").
Después del frecuente rotación de miembros, Chosuke Ikariya volvió conformar The Drifters en 1964 bajo el mismo nombre. En el concierto de The Beatles de 1966, ellos actuaron como teloneros, pero a la audiencia no le gustó. Finalmente The Drifters fueron populares en Japón, lanzando "Zundoko-Bushi" ("Eco en la voz") en 1969. Junto con el cantante de música enka Keiko Fuji, ellos ganaron el premio a la popularidad en los Japan Record Award de 1970. El álbum Shinjuku no Onna/'Enka no Hoshi' Fuji Keiko no Subete ("Mujer en Shinjuku/'Estrella del Enka' Todo de Keiko Fuji") estableció un récord en la historia de las listas japonesas de Oricon por estar en el primer lugar durante 20 semanas consecutivas The Drifters posteriormente fueron conocidos como personalidades de la televisión e invitaron a idols como Momoe Yamaguchi y Candies a su programa de televisión.

#### Boom Eleki y Group Sounds

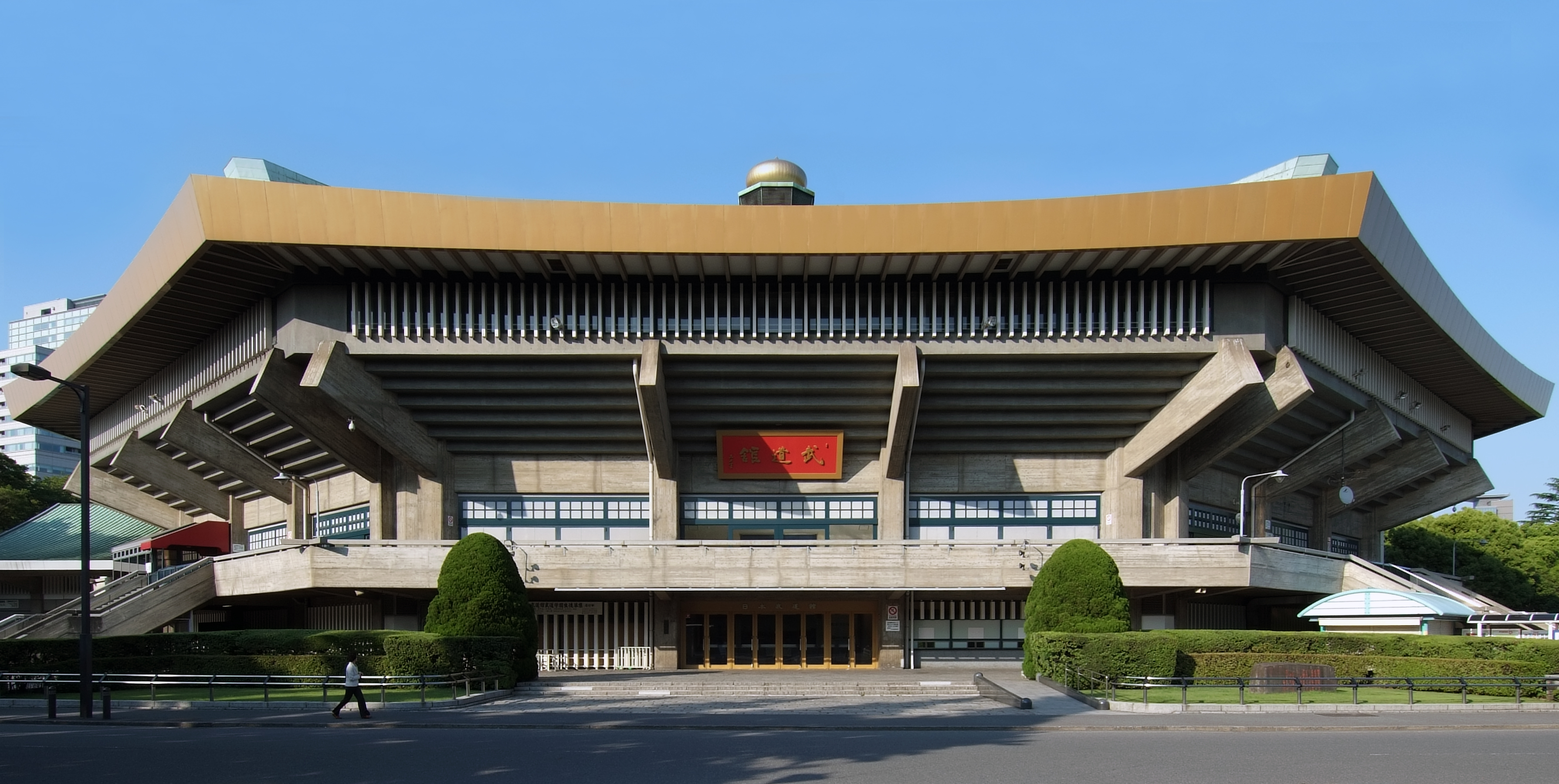
Nippon Budokan, un lugar legendario para los músicos japoneses.

The Ventures visitaron Japón en 1962, causando interés en el público por la guitarra eléctrica llamado el "Boom Eleki". Yūzō Kayama y Takeshi Terauchi se convirtieron en famosos ejecutantes de la guitarra eléctrica. En 1966, The Beatles llegaron a Japón y cantaron sus canciones en el Nippon Budokan, convirtiéndose en la primera banda de música rock en presentar un concierto ahí. El público creía que The Beatles causarían delincuencia juvenil. El gobierno japonés desplegó a la policía antidisturbios contra los jóvenes fanes de rock en el Nippon Budokan. John Lennon sintió que no fueron bien recibidos en Japón, pero la Beatlemanía nunca murió ahí. The Beatles inspiraron a bandas japonesas, creando el género de Group Sounds en Japón.
La mayoría de los músicos japoneses creían que ya no se podría cantar rock en japonés, así que su popularidad empezó a disminuir. Como resultado, hubo debates acerca de si "¿Deberíamos cantar rock en japonés?" o "¿Deberíamos cantar en inglés?" entre Happy End y Yuya Uchida sobre de la música rock en Japón. Esta confrontación era llamada "Controversia del lenguaje en el rock japonés" (日本語ロック論争 Nihongo Rokku Ronsō?). Happy End demostró que la música rock podía ser cantada en japonés, y algunos sostienen que su música se convirtió en uno de los orígenes del J-pop moderno. The Beatles inspiraron a Eikichi Yazawa, quien creció en una familia pobre, sufriendo con la muerte de su padre cuando era niño. Keisuke Kuwata, fue influenciado por The Beatles a través de su hermana mayor, en ese entonces una fanática de la banda de Liverpool. Yōsui Inoue también fue un fanático de The Beatles, pero comenta que su estilo musical no está particularmente relacionado con ellos. Después de la separación de Happy End en 1973, Haruomi Hosono, antiguo miembro de la nada, comenzó una carrera como solista y posteriormente formó la banda Yellow Magic Orchestra.

### 1970s: Desarrollo de "New Music"

#### Fōkuy New Music
A inicios de los años 60, parte de la música japonesa se vio influenciada por el renacimiento de la música folk americana; esto era llamado fōku (フォーク?   "folk"), aunque el género se basaba principalmente en hacer versiones de canciones originales. A finales de los años 60, la banda The Folk Crusaders se volvió famosa y la música alternativa en ese entonces se llamó fōku. Como en la música enka, los cantantes japoneses de fōku Wataru Takada presentaron sátiras sociales.
A principios de los años 70, el énfasis cambio en las canciones fōku con un acompañamiento simple de guitarra a arreglos musicales más complejos conocidos como New Music (ニューミュージック nyū myūjikku?). en lugar de mensajes sociales, las canciones se enfocaban en mensajes más personales, como el amor. En 1972, el cantautor Takuro Yoshida produjo el éxito "Kekkon Shiyouyo" ("Vamos a casarnos") sin ninguna promoción como tal en la televisión, aunque los fanes de la música fōku se molestaron debido a que en su opinión, la música de Yoshida era de menor calidad. El éxito más vendido del año era la canción enka de Shiro Miya y el trío Pinkara, "Onna no Michi". La canción finalmente vendió más de 3.25 millones de copias. El 1 de diciembre de 1973, Yōsui Inoue lanzó el álbum Kōri no Sekai, el cual llegó al primer lugar de las listas de Oricon y se mantuvo en el top 10 por 113 semanas. Estuvo 13 semanas consecutivas en el lugar número uno, y finalmente estableció el actual récord de permanecer 35 semanas en esa posición en las listas de Oricon. Yumi Matsutoya, antiguamente conocida como Yumi Arai, se convirtió en una famosa cantautor, durante el periodo de octubre de 1975, lanzó el sencillo "Ano Hi ni Kaeritai" ("Quiero regresar a ese día"), logrando así su primer número uno en las listas de Oricon. Miyuki Nakajima, Amii Ozaki, y Junko Yagami también fueron cantautores populares durante este periodo. En un inicio, Yumi Matsutoya era comúnmente nombrada como un artista New Music, pero el concepto de la música fōku japonesa cambió durante ese tiempo. En 1979, Chage and Aska hicieron su debut, y la banda de folk Off Course (con Kazumasa Oda como cantante) lanzaron el éxito "Sayonara" ("Adiós"). Saki Kubota debutó en 1979.

#### El surgimiento del rock japonés y la música electrónica
La música rock permaneció como un género sin popularidad a principios de la década de los 70 en Japón, aunque la banda Happy End logró obtener éxito popular fusionando el rock con la música tradicional japonesa. Varios músicos japoneses comenzaron a experimentar con la música electrónica, incluyendo el rock electrónico. Entre estos artistas destaca el internacionalmente conocido Isao Tomita, con su álbum Electric Samurai: Switched on Rock (1972) que incluyó versiones, con sintetizadores, de rock contemporáneo y canciones pop. Otro de los primeros ejemplos del rock electrónico incluyen el álbum folk rock-pop rock de Inoue Yousui: Ice World (1973); y el álbum rock progresivo rock psicodélico, Benzaiten (1974), de Osamu Kitajima, los cuales incluyen contribuciones de Haruomi Hosono, quien después empezaría un grupo de música electrónica llamado "Yellow Magic Band" (posteriormente conocido como Yellow Magic Orchestra) en 1977.
En 1978, el sencillo de rock "Jikan yo Tomare" ("Tiempo, detente") de Eikichi Yazawa, se convirtió en un gran éxito que vendió más de 639,000 copias. Se le atribuye ser uno de los pioneros del rock japonés. Él obtuvo un éxito a nivel internacional, y en 1980 firmó un contrato con la discográfica Warner Pioneer y se mudó a la costa oeste de los Estados Unidos. Grabó los álbumes Yazawa, It's Just Rock n' Roll, y Flash in Japan, los cuales fueron lanzados a nivel internacional, pero no fueron un éxito comercial. Keisuke Kuwata fórmula la banda de rock Southern All Stars (SAS), la cual hizo su debut en 1978. Southern All Stars continúa siendo popular en Japón hoy en día.
Durante el mismo año, Yellow Magic Orchestra (YMO) hizo su debut oficial con el álbum Yellow Magic Orchestra. La banda, cuyos miembros eran Haruomi Hosono, Yukihiro Takahashi y Ryuichi Sakamoto, desarrollaron el electropop, o tecnopop como también es conocido en Japón, además de ser pioneros en el synthpop y la música electro. Su álbum Solid State Survivor (1979) alcanzó el número uno en las listas de Oricon en julio de 1980, y logró vender 2 millones de copias a nivel mundial. Durante el mismo periodo, los álbumes de YMO Solid State Survivor y X∞Multiplies mantuvieron las dos primeras posiciones de las listas de Oricon por siete semanas consecutivas, haciendo de YMO la única banda japonesa de las listas en alcanzar este logro. Los jóvenes fanes de su música durante este periodo son conocidos como "Generación YMO" (YMO世代 YMO sedai?). YMO tuvo un significante impacto en la música pop japonesa, la cual comenzó a ser dominada por la música electrónica debido a su influencia, y a su vez tuvieron un gran impacto en la música electrónica alrededor del mundo. Southern All Stars y Yellow Magic Orchestra simbolizan el final de la New Music, abriendo paso para el emergente género del J-Pop en los ochenta. Ambas bandas, SAS and YMO, posteriormente estaría clasificadas en el top de HMV Japón de las mejores 100 bandas japonesas de todos los tiempos.

### 1980s: Fusión con "kayōkyoku"

#### City Pop

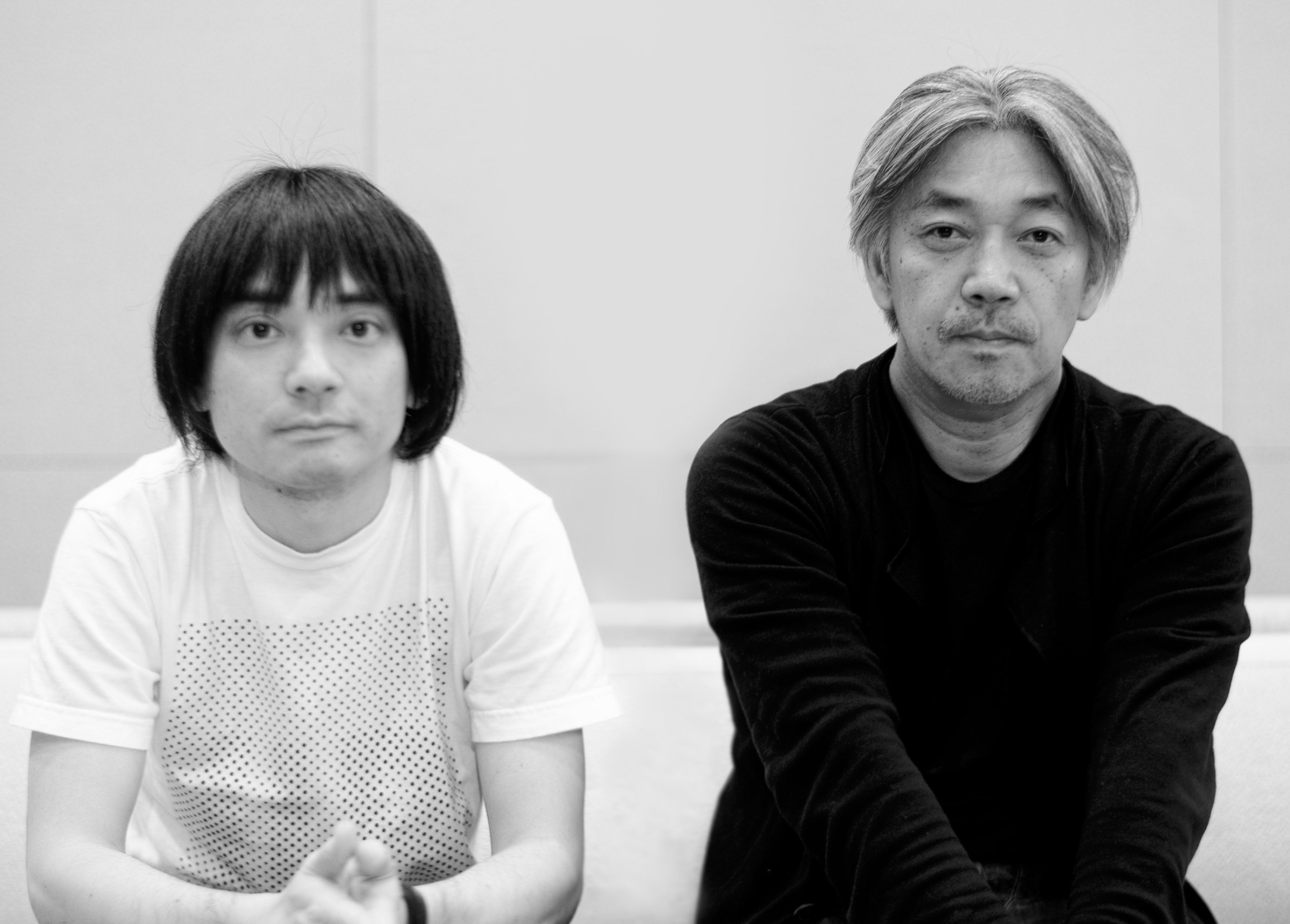
El artista Shibuya-kei Keigo Oyamada (izquierda) con el miembro de YMO y ganador de un Grammy Ryuichi Sakamoto (derecha).

A inicios de los años 1980, con la llegada de los estéreos para auto, el término City Pop (シティーポップ Shitī Poppu?) llegó al escribir un popular estilo de música influenciado por la temática de gran ciudad. Tokio en particular inspiró varias canciones de esta forma, específicamente la técnica de producción de reverberación en los sesenta Wall of sound hecha por los personajes famosos Phil Spector y Brian Wilson. Los fanes de la música y los artistas en Japón se vieron influenciados por el álbum-oriented rock (especialmente los Adult contemporary) y la música crossover (especialmente el Jazz fusión). Aunque el City Pop era afectado por la New Music, la banda de rock Happy End era considerada como uno de los orígenes. Akira Terao y Anri alcanzaron la fama durante este periodo. El álbum Reflections (1981) de Akira Terao fue el álbum más vendido de los ochenta en Japón, vendiendo alrededor de 1.65 millones de copias.
Tatsuro Yamashita y su esposa Mariya Takeuchi, conocidos como: "El rey la Reina del City Pop" respectivamente, fueron muy populares durante este periodo por incursionar diferentes géneros. La canción "Christmas Eve" (1983) de Yamashita alcanzó el primer lugar de las listas semanales de Oricon el 25 de diciembre de 1989. En 1989, Ryuichi Sakamoto ganó el Grammy a la mejor banda sonora por su contribución a la película El último emperador.
La popularidad del City Pop disminuyó cuando la burbuja financiera e inmobiliaria en Japón "estalló" en 1990. Sus características musicales (a excepción de su "contexto cultural") fueron heredadas por músicos Shibuya-kei como Pizzicato Five y Flipper's Guitar.

#### El crecimiento de la industria del rock japonés

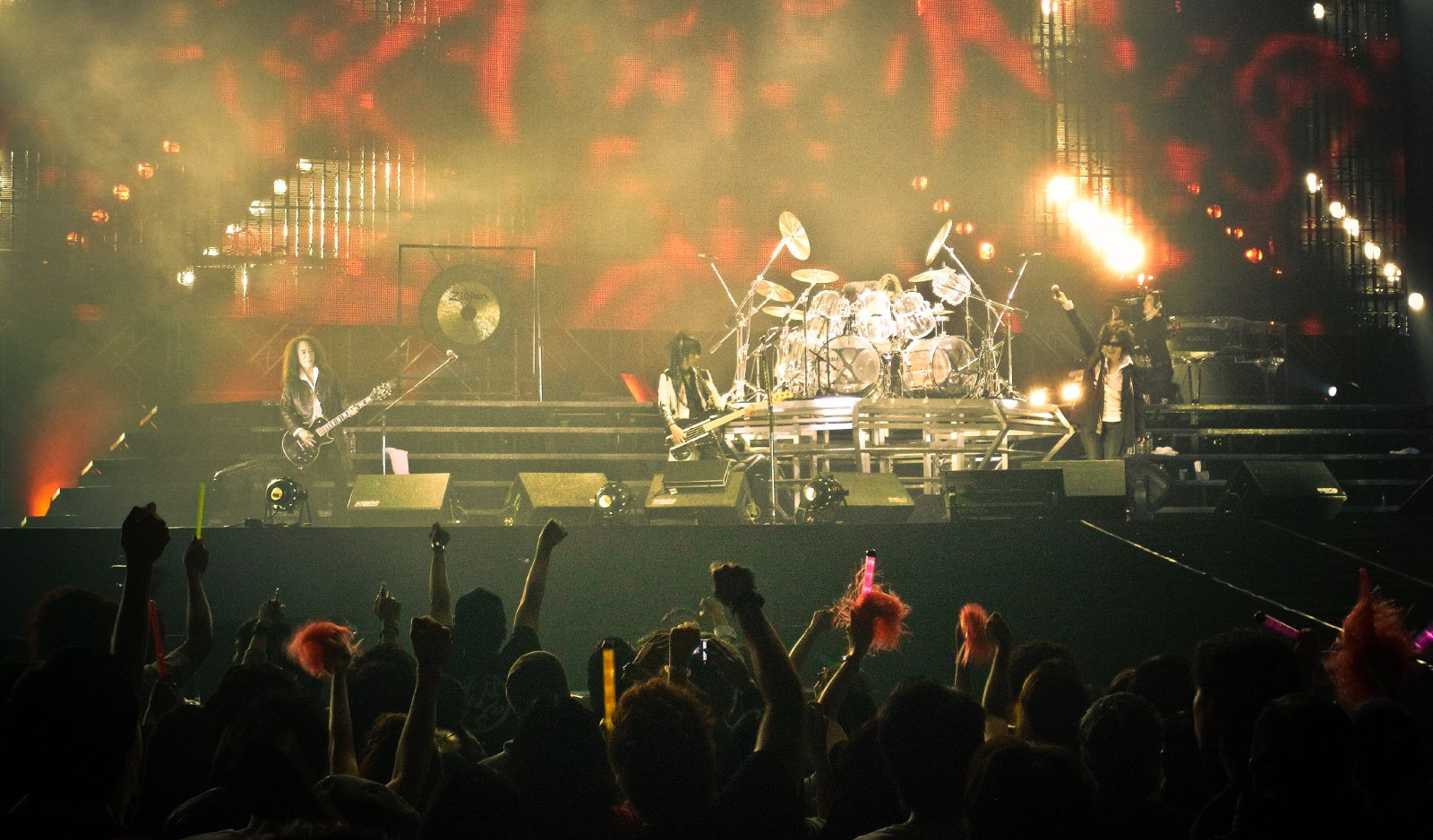
Concierto de los pioneros del visual kei, X Japan en Hong Kong en 2009 después de su reunión de 2007.

Durante los ochenta, las bandas de rock como Southern All Stars, RC Succession, Anzen Chitai, The Checkers, The Alfee, y The Blue Hearts obtuvieron popularidad. Anzen Chitai surgió como una banda secundaria de Yosui Inoue. El 1 de diciembre de 1983, el cantante de rock Yutaka Ozaki debutó a la edad de 18. En 1986, The Alfee se convirtieron en los primeros artistas en tocar un concierto frente a una audiencia de 100,000 personas en Japón. Algunos músicos japoneses, como Boøwy, TM Network, y Buck-Tick, fueron influenciados por el New romantic.
Boøwy se convirtió en una influyente banda de rock, cuyos miembros eran el cantante Kyosuke Himuro y el guitarrista Tomoyasu Hotei. Sus tres álbumes alcanzaron el número uno en 1988, haciendo de ellos los primeros artistas masculinos en tener tres números uno durante el mismo año. Las bandas de rock japonesas subsecuentes tomaron como modelo a esta banda. El guitarrista Tak Matsumoto, quien ayudó en los conciertos de TM Network, formó el dúo de rock B'z con el cantante Koshi Inaba en 1988.
A finales de los años 1980, la banda Princess Princess se convirtió en una banda exitosa de pop rock. Sus canciones "Diamonds" y "Sekai de Ichiban Atsui Natsu" ("El verano más caluroso del mundo") llegaron al número uno y número dos, respectivamente, en las listas de Oricon 1989.
A finales de los años 1980, una nueva tendencia emergió en la música rock japonesa; el visual kei, un movimiento en el que destacan bandas de hombres que usan maquillaje, peinados extravagantes, y vestimenta andrógina. Los representantes más exitosos de este movimiento son X Japan (antiguamente conocidos como "X") y Buck-Tick. X Japan lanzó su primer álbum Vanishing Vision bajo el sello discográfico independiente Extasy Records en 1988; su álbum Blue Blood fue lanzado en Sony Music Entertainment Japan en 1989. Blue Blood vendió 712,000 copias, y su álbum Jealousy (1991) vendió más de 1.11 millones de copias. Sorprendentemente, X Japan era una banda de heavy metal, pero el guitarrista hide se vio influenciado por el rock alternativo, lanzando su primer álbum en solitario Hide Your Face en 1994 y así consolidando una carrera exitosa como solista.

#### La era dorada, el decline y la transfiguración de las Idols
En los setenta, la popularidad de las cantantes idol como Mari Amachi, Saori Minami, Momoe Yamaguchi, y Candies incrementó. Momoe Yamaguchi fue una de las primeras cantantes kayōkyoku en usar la característica pronunciación del J-Pop. En 1972, Hiromi Go hizo su debut con la canción "Otokonoko Onnanoko" ("Niño y niña"). Hiromi Go originalmente vino de Johnny & Associates.
En 1976, el dúo femenino Pink Lady hizo su debut con el sencillo "Pepper Keibu". Pink Lady logró el récord de obtener nueve canciones consecutivas en el número uno.
En los ochenta, las Idols japonesas heredaron la New Music, aunque el término dejó de usarse. Seiko Matsuda especialmente adoptó productores de canciones de generaciones previas. En 1980, su tercer sencillo "Kaze wa Aki Iro" ("El viento es color otoño") alcanzó la posición número uno en las listas de Oricon. Haruomi Hosono también se unió a la producción de su música. Ella finalmente se convirtió en la primera artista en conseguir 24 números uno consecutivos, dejando atrás el récord de Pink Lady.
Otros cantantes Idol consiguieron cierta popularidad en los ochenta, como Akina Nakamori, Yukiko Okada, Kyōko Koizumi, Yoko Minamino, Momoko Kikuchi, Yōko Oginome, Miho Nakayama, Minako Honda, y Chisato Moritaka. 
Okada recibió el premio al mejor artista de Japan Record Awards en 1984. Nakamori ganó el Premio Grand Prix por dos años consecutivos (1985 y 1986) y también ganó el premio Japan Record.
La banda japonesa de Idols Onyanko Club hizo su debut en 1985, y fueron producidas por el popular productor Yasushi Akimoto, y juntos lograron cambiar la imagen de las Idols japonesas.
Durante 1985 la gente comenzó a disgustarse con el sistema de creación de Idols. En 1986, la cantante Idol Yukiko Okada con su canción "Kuchibiru Network" ("Lips' Network"), escrita por Seiko Matsuda y compuesta por Ryuichi Sakamoto, se convirtió en un éxito, pero ella se suicidó poco tiempo después de alcanzar la fama.
Hikaru Genji, una de las bandas de Johnny & Associates, hizo su debut en 1987. Se convirtieron en una banda popular al contar con chicos en patines; más tarde algunos de sus miembros adquirirían fama como solistas. Su canción "Paradise Ginga", escrita por Aska, ganó el Premio Grand Prix en los Japan Record Awards número 30 en 1988. Algunos de los bailarines suplentes posteriormente conformarían SMAP.
A finales de los ochenta surgió el dúo Wink. Ellas no reían, a diferencia de las Idols japonesas de otras épocas. Wink debutó en 1988, superando en popularidad al dúo BaBe. La canción "Samishii Nettaigyo" de Wink ganó el Premio Grand Prix en los Japan Record Awards número 31 en 1989.
La famosa cantante Hibari Misora murió en 1989, y con ello varios programas kayōkyoku, como The Best Ten, fueron finalizados.
CoCo hicieron su debut en 1989 con el sencillo "Equal romance" para la exitosa serie de anime Ranma ½. Tetsuya Komuro, un miembro de TM Network, rompió la racha de Seiko Matsuda de 25 números unos consecutivos con el sencillo "Gravity of Love" para debutar con un número uno en noviembre de 1989.

### 1990s: Acuñando el término "J-pop"

#### 1990–1997: Crecimiento del mercado
En los noventa, el término J-pop llevó a referirse a todas las canciones populares japonesas a excepción del enka.
Durante este período, la industria de la música japonesa buscaba una efectividad de marketing. Dentro de los ejemplos de la música comercial en aquella época se encontraba la música de la agencia Being y seguida de la música disco de Tetsuya Komuro.
El período entre 1990 y 1993 fue dominado por los artistas de la agencia Being, incluyendo a B'z, Tube, B.B.Queens, T-Bolan, Zard, Wands, Maki Ohguro, Deen, and Field of View. Eran llamados el Sistema Being (ビーイング系 Bīingu kei?). Varios de esos artistas llegaron a lo más alto de las listas y establecieron nuevos récords, notablemente B'z, quienes finalmente establecerían un nuevo récord por sencillos número uno consecutivos, superando el récord de Seiko Matsuda. B'z es, en la actualidad, uno de los artistas más vendidos de todos los tiempos, de acuerdo a las listas de Oricon. Por otra parte, Wands, considerados como pioneros del Boom J-pop de los noventa, tuvieron problemas debido a que el miembro Show Wesugi quería tocar rock alternativo/grunge.

Varios artistas sobrepasaron la marca de los 2 millones de copias en los noventa. El sencillo "Oh! Yeah!/Love Story wa Totsuzen ni" (1991) de Kazumasa Oda, "Say Yes" (1991) de Chage and Aska y "Yah Yah Yah" (1993), "Kimi ga Iru Dake de" (1992) de Kome Kome Club, "Tomorrow Never Knows" (1994) de Mr. Children y "Namonaki Uta" (1996), y globe con "Departures" (1996) son ejemplos de canciones que vendieron más de 2 millones de copias.
El álbum de 1992 'The Swinging Star de Dreams Come True], se convirtió en el primer álbum en vender 3 millones de copias en Japón. El disco Atomic Heart (1994) de Mr. Children estableció un nuevo récord, vendiendo 3.43 millones de copias de acuerdo a las listas de Oricon. 
El dúo Chage and Aska, quienes comenzaron a grabar a finales de 1979, se volvieron muy populares durante este periodo. Lanzaron varios éxitos consecutivos a principio de la década de los noventa; en 1996, ellos formaron parte de MTV Unplugged, siendo el primer grupo asiático en hacer una presentación de este tipo.

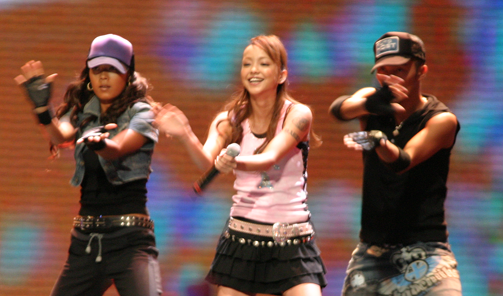
Namie Amuro (al centro) tocando en el evento MTV Asia Aid en Bangkok, Tailandia en 2005.

Después que TM Network se separó en 1994, Tetsuya Komuro se convirtió en un productor serio. En el periodo entre 1994 y 1993 existió un predominio por los actos dance y techno de "Komuro family" (小室ファミリー Komuro Famirī?), como TRF, Ryoko Shinohara, Yuki Uchida, Namie Amuro, Hitomi, globe, Tomomi Kahala, y Ami Suzuki. En ese entonces, Komuro era responsable de 20 éxitos, vendiendo más de 1 millón de copias de cada uno. Mientras que el álbum Globe (1996) de Globe vendió 4.13 millones de copias, estableciendo un récord en ese entonces, la canción "Can You Celebrate?" (1997) de Namie Amuro vendió 2.29 millones de copias. sus ventas totales alcanzaron 170 millones de copias. Por 1998, las canciones de Komuro fueron menos populares. A mediados de la primera década del siglo XXI, las deudas de Komuro lo llevaron a intentar vender su catálogo de canciones, el cual realmente no le pertenecía, a un inversionista. Cuando el inversionista se dio cuenta y lo demandó, Komuro trato de vender el catálogo a otro inversionista para pagar los 600 millones de yenes por el juicio con el primer inversionista.
Namie Amuro, quien se dice que es la cantante solista más popular de ese periodo, vino de la Escuela de Actores de Okinawa, la cual también incubó bandas como MAX y Speed. En un inicio, mientras ellos eran parte de la Komuro Family, Amuro permaneció en el género de música Dance, pero lentamente ella cambió su estilo musical a R&B contemporáneo y terminó su asociación con Tetsuya Komuro
La banda de Komuro, Globe, se convirtió en una banda de música trance después de su álbum Outernet (2001).

#### 1997–1999: Cima comercial
Las ventas del mercado de la música japonesa continuarán incrementándose. En octubre de 1997, Glay lanzaron su álbum Review -The Best of Glay, el cual vendió 4.87 millones de copias, rompiendo el anterior récord de Globe. Sin embargo, fue superado el siguiente año por el álbum B'z The Best "Pleasure" de B'z, el cual vendió 5.12 millones de copias. El mercado japonés de ventas físicas llegó a su máximo en 1998, registrando ventas de 60,000 millones de yenes. En marzo de 1999, Hikaru Utada lanzó su primer álbum japonés, First Love, el cual vendió 7.65 millones de copias, convirtiéndolo el álbum más vendido en la historia de Oricon.
A finales de los noventa creció la popularidad de las bandas de rock, como Glay, Luna Sea, y L'Arc-en-Ciel, la mayoría de ellas estaban relacionadas al movimiento visual kei, aunque posteriormente cambiaron su estilo. En ese entonces, los músicos de rock en Japón estaban absorbiendo la música kayōkyoku después de que el género desapareciera. Glay se convirtió en una banda exitosa, con una gran exposición ante los medios comparable a los cantantes de pop más populares producidos por Tetsuya Komuro. En julio de 1999, Glay tocó un concierto con una audiencia récord de 200,000 personas en Makuhari Messe, certificado por Guinness World Records como el concierto solista más grande en Japón. En julio de 1999, L'Arc-en-Ciel lanzó dos álbumes, Ark y Ray al mismo tiempo; vendieron más de 3.02 millones de copias entre los dos discos en la primera semana de lanzamiento.
X Japan anuncia su separación en septiembre de 1997 y su guitarrista hide murió en mayo de 1998. Su funeral tuvo una asistencia de aproximadamente 50,000 personas, rompiendo el récord de Hibari Misora, pues en su funeral asistieron 42,000 personas. Después de su muerte, su sencillo Pink Spider y su álbum Ja, Zoo fueron certificados con 1 millón de ventas por Recording Industry Association of Japan.
Johnny & Associates produjeron varias bandas de chicos: SMAP, Tokio, V6, KinKi Kids y Arashi. SMAP se hizo popular dentro de la escena J-Pop en los noventa a través de la combinación de programas de televisión de canto y varios sencillos, convirtiéndose uno de sus miembros, Takuya Kimura, en un popular actor comúnmente conocido como "Kimutaku" en años posteriores.
A finales de los años 90, la agrupación Speed era muy popular. Anunciaron su separación en 1999. La agrupación regresó a la escena musical en 2008. Otra agrupación, Morning Musume, producida por Tsunku, antiguo líder de la banda Sharam Q, se hizo popular con una serie de canciones que resultaron ser un éxito, incluso antes de su lanzamiento oficial. La popularidad del grupo originó el Hello! Project, siguiendo la fórmula de bandas como Onyanko Club y Morning Musume creó varias bandas alternas.

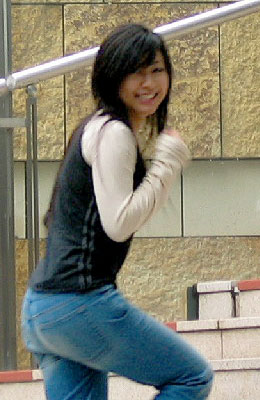
Hikaru Utada, cuyo álbum First Love, es el más vendido en la historia de Oricon.

A finales de los 90 y a inicios del siglo XXI, cantantes como Hikaru Utada, Ayumi Hamasaki, Misia, Mai Kuraki, y Ringo Shiina llegaron a convertirse en artistas famosos que escribían sus propias canciones o sus propias líricas. Hikaru Utada es la hija de Keiko Fuji, una popular cantante de los setenta. Ayumi Hamasaki fue una rival de Utada, aunque ambos decían que la competencia era una creación para las compañías de discos y los medios.
Zeebra introdujo la música hip hop a la cultura musical japonesa. En 1999, Zeebra fue incluido por Dragon Ash en la canción titulada Grateful Days, la cual llegó a ser número uno en las listas de Oricon.

### 2000s: Diversificación

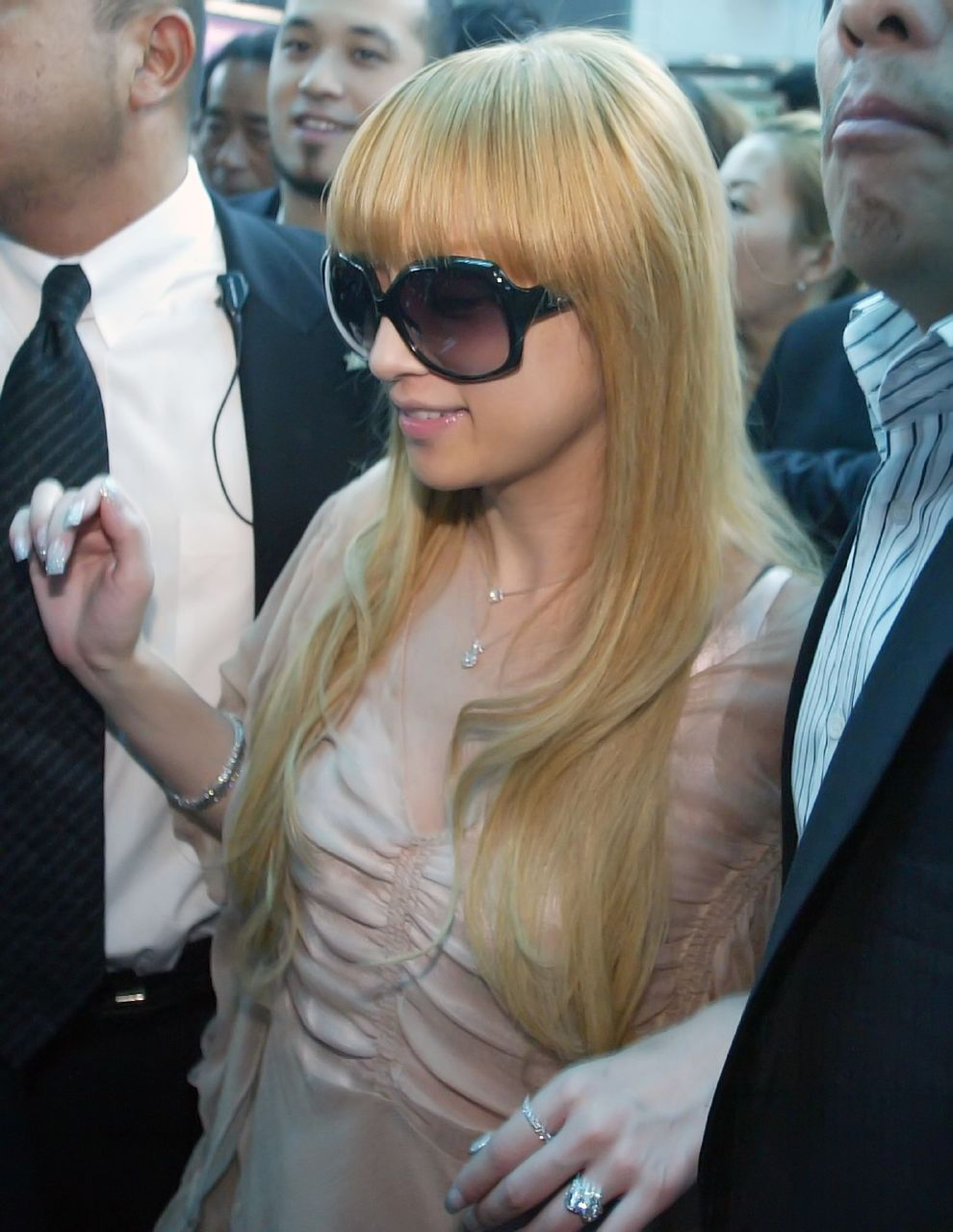
Ayumi Hamasaki en Taiwán, marzo de 2007. Vendió alrededor de 50 millones de copias en Japón y es una persona influyente dentro de la moda de la cultura popular en Japón.

#### Grupo Avex
Ayumi Hamasaki ganó los premios Grand Prix por tres años consecutivos, por primera vez en la historia de Japan Record Award, entre 2001 y 2003. Aunque Hamasaki había sido muy famosa, Tom Yoda, en ese entonces presidente de su discográfica Avex Group, argumentó que sus tácticas eran muy arriesgadas, debido a que Avex no estaba de acuerdo con la teoría moderna del portafolio. Esta preocupación desapareció cuando otros cantantes de la compañía (como Ai Otsuka, Kumi Koda, y Exile) también alcanzaron cierto nivel de popularidad a mediados de los 2000's bajo la política de administración de Yoda. BoA, una cantante coreana, también formó parte del grupo Avex, alcanzando un enorme éxito a pesar de ser extranjera. Ella abrió la puerta Hallyu y otros artistas coreanos que también conseguirían varios niveles de éxito en Japón.

#### Chaku-uta
En diciembre de 2002, el mercado de descargas digitales para tonos de celular (着うた chaku-uta?) fue creado por la compañía de teléfonos celulares au. El mercado para las descargas digitales creció rápidamente, y la canción "Flavor of Life" (2007) de Hikaru Utada vendió más de 7 millones de copias digitales. En octubre de 2007, EMI Music Japan anunció que Utada fue la primera artista del mundo en tener 10 millones de copias digitales vendidas en un año. De acuerdo al reporte de música digital 2009 de la Federación Internacional de la Industria Fonográfica, la canción "Soba ni Iru ne" de Thelma Aoyama y el sencillo digital "Kiseki" de Greeeen vendieron 8.2 millones de copias y 6.2 millones de copias, respectivamente, en los ranking de descargas 2008.

#### Hip hop y pop urbano japonés
A principios de los 00's, la música hip hop y R&B contemporáneo influenció en la música japonesa comenzando a ganar popularidad. En noviembre de 2001, el dúo de R&B Chemistry con su álbum debut The Way We Are vendieron más de 1.14 millones de copias en la primera semana, y debutando en la primera posición de las listas semanales de Oricon. Bandas de hip hop como Rip Slyme y Ketsumeishi también llegaron a la cima de las listas de Oricon. 
La banda de rock Orange Range también incluyó varios elementos del hip hop en su música. Su álbum musiQ bendiga alrededor de 2.6 millones de copias, haciéndolo el álbum número uno de 2005 de las listas de Oricon.
El cantante de Pop/R&B Ken Hirai llegó a la cima de las listas de Oricon de álbum del año en 2006 con el lanzamiento de su álbum de éxitos 10th Anniversary Complete Single Collection '95-'05 Utabaka, vendiendo más de 2 millones de copias.
El dúo de pop/hip-hop, Halcali, han tenido el honor de ser las primeras artistas femeninas japonesas de hip hop en llegar al top 10 de las listas de Oricon. Ellas también se han presentado en otros países dos veces en 2008, una en el festival Anime Central en Chicago, y una más en Central Park, Nueva York en el día de Japón.
Exile, el grupo de baile y canto bajo el subsello discográfico de Avex Rhythm Zone, ha vendido varios millones de años. Su álbum Exile Love llegó a ser el número uno de las listas de Oricon de álbum de 2008.
El veterano rapero Dohzi-T colaboró con populares cantantes como Shota Shimizu, Hiromi Go, Miliyah Kato, y Thelma Aoyama en su álbum exitoso 12 Love Stories (2008).
Aunque solo hubo 132 nuevos artistas en Japón en 2001, de acuerdo a la Recording Industry Association of Japan, el número incremento al 512 en 2008. En 2008.14 nuevos artistas, como Thelma Aoyama, asistieron a Kōhaku Uta Gassen de NHK por primera vez.

#### La popularidad de las presentaciones en vivo y los músicos veteranos

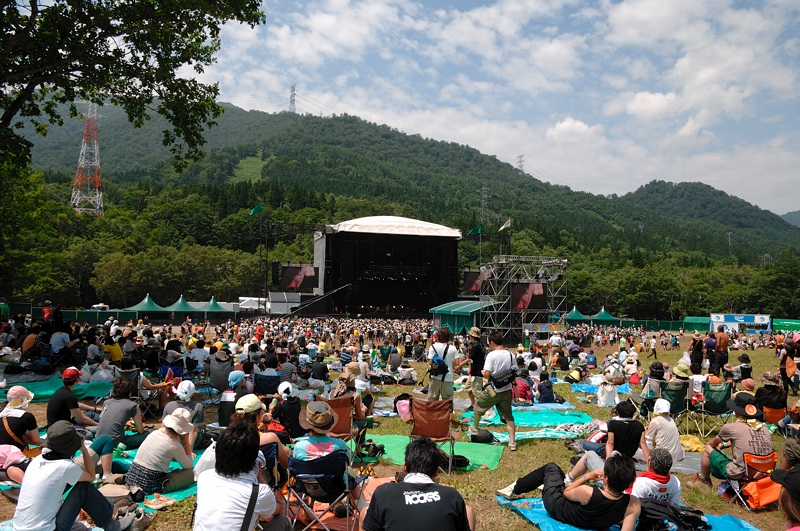
Green Stage en el Fuji Rock Festival.

Músicos de rock como Mr. Children, B'z, Southern All Stars, y Glay aún llegaron alto de las listas en la primera década del siglo XXI. "Sign" de Mr. Children ganó el premio Grand Prix en los Japan Record Awards número 47 en 2004. Cuando el grupo lanzó el álbum Home en 2007, ellos rebasaron los 50 millones de álbumes y sencillos vendidos, haciendo de ellos el segundo artista más vendido en la historia de Japón desde el origen de Oricon, solo detrás de B'z quienes mantienen la posición número uno con más de 75 millones de copias vendidas. Home llegó top de 2007 de las listas de Oricon de álbum del año.
Las ventas de los CD físicos disminuyeron, pero los asistentes a los conciertos incrementaron. Eikichi Yazawa forma parte en los festivales de rock, y en 2007, se convirtió en el primer artista en haber presentado 100 conciertos en el Nippon Budokan.
Otros artistas, como Namie Amuro, continuaron sus carreras con ventas exitosas durante este periodo. Su tour, Namie Amuro Best Fiction tour 2008-2009, no solo se convirtió en el tour más grande para una artista japonesa, con una asistencia de 450,000 fanes en Japón, de los cuales también asistieron 50,000 fanes en Taiwán y Shanghái. Mientras que el álbum Sōkana (2005) de Kazumasa Oda llegó al top de álbumes semanales de las listas de Oricon, su sencillo Kokoro (2007) alcanzó las listas semanales de sencillos como rompiendo el récord de Yujiro Ishihara y haciendo de él, el cantante con mayor edad en alcanzar el top de las listas de sencillos en ese entonces. El álbum de éxitos Expressions de Mariya Takeuchi llegó al top de las listas de álbumes de Oricon en 2008, haciendo de ella la cantante con mayor edad y la carrera musical más larga en alcanzar la posición número uno.

#### Johnny & Associates
Las bandas de chicos de Johnny & Associates siguen siendo muy conocidas. En 2001, SMAP lanzó su álbum de éxitos SMAP Vest, el cual vendió más de 1 millón de copias en su primera semana. En noviembre de 2001, Johnny & Associates establecieron el sello discográfico J Storm para su banda Arashi. El sencillo "Sekai ni hitotsu dake no hana" (2003) de SMAP vendió más de 2 millones de copias, siguiendo el sencillo número uno de las listas anuales de Oricon de ese año. En 2007, los Guinness World Records certificaron a KinKi Kids por mantener el récord mundial de singers debutando en la posición número uno desde su debut: 25. SMAP se decía que se encontraba en una pelea en el Kōhaku Uta Gassen, desde el punto de vista que compartían la audiencia. En 2008, músicos masculinos establecieron un récord de cuatro consecutivas victorias en el Kōhaku Uta Gassen. El álbum de éxitos All the Best! 1999–2009 de Arashi llegó al top de las listas anuales de álbumes de 2009 de Oricon.
Johnny & Associates también produjeron nuevas bandas de chicos como Tackey & Tsubasa, NEWS, Kanjani Eight, KAT-TUN, y Hey! Say! JUMP. En 2006, el sencillo debut "Real Face", de KAT-TUN, compuesto por Tak Matsumoto, vendió más de 1 millón de copias y llegó al top de las listas anuales de Oricon. En 2007, el temporal grupo de Johnny's Jr. Hey! Say! 7 como la banda de chicos más jóvenes en alcanzar el top de las listas de Oricon, con un promedio de 14.8 años. En las listas anuales de sencillos de 2008, solo un sencillo en el top 30 fue cantado por una cantante ("60s 70s 80s" de Namie Amuro) exceptuando grupos con géneros mezclados, esto se debió a que las bandas de chicos tenían una ventaja en ventas de sencillos físicos. En 2009, el artista de Johnny's Jr., Yuma Nakayama w/B.I.Shadow, se convirtió en el artista más joven en tener su primer sencillo debutando en la posición número uno, con la banda con un promedio de edades de 14.6 años, rompiendo el antiguo récord del grupo femenino Minimoni, 14.8 años.

#### Versiones y pop clásico
En febrero de 2001, Ulfuls lanzaron su versión de la canción "Ashita Ga Aru Sa" (1963) de Kyu Sakamoto. Su versión debutó en la posición número cinco, detrás de Utada, Kinki Kids, Hamasaki y Hirai. En eso, la banda especial "Re: Japan" de Yoshimoto Kogyo lanzó una versión de "Ashita Ga Aru Sa". Cuando la versión de Ulfuls de esa canción se encontraba en la posición número ocho, la versión de Re: Japan llegó a la cima de las listas semanales de sencillos de Oricon.
En 2003, Man Arai lanzó el sencillo "Sen no Kaze ni Natte" ("Como un millar de vientos") basado en el poema occidental Do not stand at my grave and weep. En Japón, el poema era conocido por haberse leído en el funeral de Kyu Sakamoto por Rokusuke Ei en 1985. El tenor japonés Masafumi Akikawa hizo una versión de la canción en 2006. La versión de Akikawa llegó a ser el primer sencillo de música clásica en llegar al top de las listas de Oricon, y vender más de 1 millón de copias. En las listas anuales de 2007 de Oricon, el sencillo se convirtió en el sencillo físico más vendido, rebasando a "Flavor of Life" de Utada. Oricon la canción no era JPop. Por otro lado, la partitura de la canción, de Zen-On Music Company Ltd, la clasificó como J-Pop.
Hideaki Tokunaga hizo varias versiones de canciones de cantantes femeninas en su serie de álbumes de versiones, 'Vocalist. El lanzó Vocalist, Vocalist 2, Vocalist 3, Vocalist 4 y Vocalist Vintage (Vocalist 5) en 2005, 2006, 2007, 2010, y 2012 respectivamente. En agosto de 2007, Vocalist 3 se convirtió en el álbum semanal número uno de Oricon por dos semanas, Y en mayo de 2010, Vocalist 4 se convirtió en el primer álbum de versiones número uno mensual de las listas de Oricon.
En 2010, otros cantantes también lanzaron álbumes de versiones de canciones japonesas como Request de Juju y Eternity: Love & Songs de Kumi Koda. Superfly lanzó un sencillo con un álbum de versiones de canciones de rock occidentales, titulado Wildflower & Cover Songs: Complete Best 'Track 3', se convirtió en el tercer álbum consecutivo de la banda en debutar en la posición número uno de las listas semanales de Oricon.

#### Influencia del Neofolk y Neo Shibuya-kei
Dúos folk, como 19, Yuzu, y Kobukuro, fueron populares durante el periodo. Su música era llamada Neofolk. En octubre de 2007, el álbum doble All Singles Best de Kobukuro se convirtió en el primer álbum de un artista masculino en vender 3 millones de copias en el siglo XXI en Japón. En enero de 2008, su álbum 5296 venció al álbum Guilty de Ayumi Hamasaki en las listas de Oricon, aunque ella previamente había tenido ocho números unos consecutivos de álbumes de estudio.
Bandas de música electrónica como Plus-Tech Squeeze Box y Capsule eran llamadas "Neo Shibuya-kei". Yasutaka Nakata, miembro de Capsule, se convirtió en el productor musical para la banda techno pop Perfume. En abril de 2008, por primera vez una banda de tecno pop, después de 25 años del lanzamiento del álbum Naughty Boys (1983) de Yellow Magic Orchestra, Perfume logró posicionar el álbum GAME Como número uno en las listas de Oricon. En julio de 2008, su sencillo "Love the World" debutó como número uno, haciendo desde la primera canción te Nopo en alcanzar la posición número uno en la historia de Oricon. Otras artistas femeninas tecno pop surgiera, incluyendo a Aira Mitsuki, immi, Mizca, SAWA, Saori@destiny, y Sweet Vacation.

#### Música de anime, image song y Vocaloid

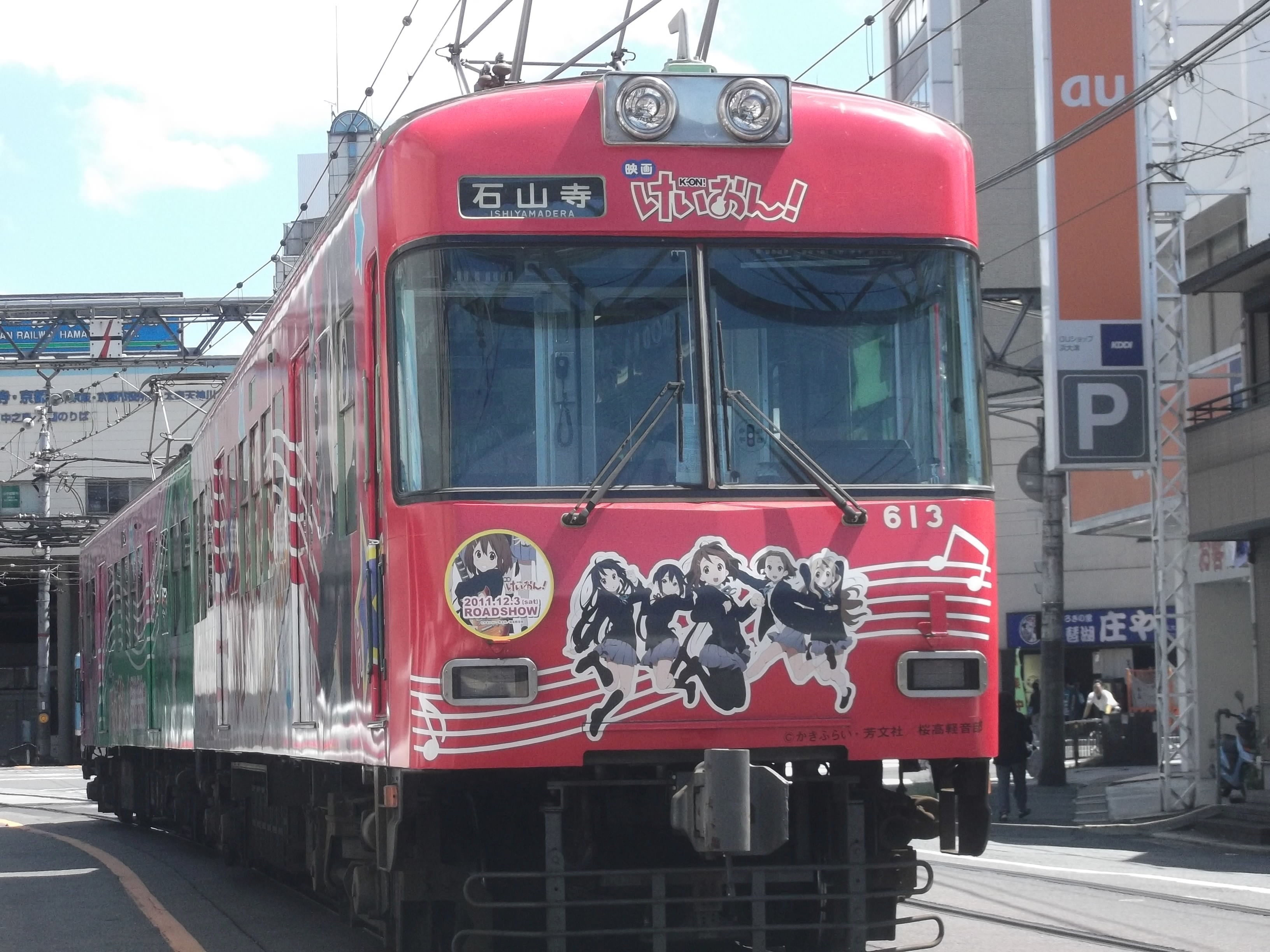
Tren japonés decorado con imágenes de la banda ficticia Hōka-go Tea Time de la serie de anime K-On!

A finales de los años 2000 e inicios de los 2010s, la música en la animación japonesa, como las voces (Seiyū) y las canciones image song, fueron de importancia para el género. Aunque la música para anime era influenciada por el J-pop y la música visual kei, la música independiente japonesa también influyó en este tipo de música. En 2007, después de que se desarrollara el sample de la actriz de voz Saki Fujita, Vocaloid y Hatsune Miku fueron lanzados, y muchas de las canciones de Hatsune Miku fueron mostradas en Nico Nico Douga. Algunos músicos han incluido a Hatsune Miku, como Livetune y Supercell, uniéndose a grandes compañías disqueras de Japón. Livetune lanzó Re: Package bajo Victor Entertainment el 27 de agosto de 2008, y Supercell lanzó el álbum Supercell bajo Sony Music el 4 de marzo de 2009. Los álbumes Re: Package y Supercell no estaban bajo el control del sistema de derechos de autor de la Sociedad Japonesa de Derechos de Autores, Compositores y Editores (JASRAC), rompiendo con la tradición de que los músicos bajo las grandes disqueras estaban afiliados a ese sistema.
En junio de 2009, el álbum Ultimate Diamond de la actriz de voz Nana Mizuki se convirtió en el primer álbum de un actor de voz en alcanzar el número uno en las listas semanales de Oricon. La banda femenina ficticia Hōka-go Tea Time, de la serie de anime K-On!, lanzó un miniálbum titulado Hōka-go Tea Time el 22 de julio de 2009. El miniálbum debutó como número uno en las listas semanales de Oricon, haciéndolo el primer álbum de personajes de anime en alcanzar la posición número uno. En mayo de 2010, Exit Tunes Presents Vocalogenesis feat. Hatsune Miku se convirtió en el primer álbum en incluir Vocaloids alcanzando la posición número uno en las listas semanales de Oricon, remplazando a Vocalist 4 de Hideaki Tokunaga, que había estado en las listas cuatro semanas consecutivas.
A partir de los años 2000, los grupos de Idols como AKB48 y Arashi han tenido gran popularidad a través del país, y ambos grupos han dominado las listas de Oricon en 2011 y 2012.

### 2010: Popularidad de los grupos idols

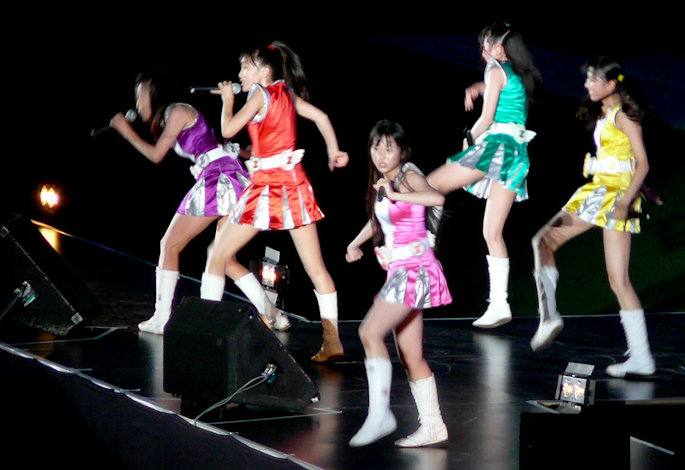
Momoiro Clover Z está clasificado como el grupo más popular de Idols femeninas de acuerdo las encuestas de 2013-2017.

A finales de los años 2000, más y más grupos Idols han surgido. El gran número de grupos de Idols en la industria del entretenimiento japonés algunas veces es llamado "Idol sengoku jidai" (アイドル戦国時代; lit. Era de la guerra idol). Algunos de los grupos más exitosos durante los 2010s incluyen a AKB48, Arashi, Kanjani Eight, Morning Musume y Momoiro Clover Z.
Kyary Pamyu Pamyu, una modelo de Harajuku, hizo su debut musical en 2011 y ganó popularidad internacional con su primer sencillo PONPONPON, conocida por algunas celebridades de occidente como Katy Perry, Ariana Grande y One Direction.Es producida por Yasutaka Nakata, quien también produce el grupo Perfume. Posteriormente obtuvo éxito a través de sus canciones "Ninja Re Bang Bang" y "Fashion Monster". Durante 2014, alrededor de 486.000 personas asistieron a los conciertos en vivo de Momoiro Clover Z, lo que supuso la mayor asistencia a un concierto registrada para cualquier músico femenina en Japón.
En 2019, AKB48 anunció el aplazamiento de sus elecciones generales, y Arashi anunció la pausa del grupo.

### 2020: Popularidad mundial
Los grupos de ídolos siguieron siendo relevantes en la década de 2020. Según las encuestas en Japón para 2024, los grupos japoneses populares incluyen: ME:I, Number i, Naniwa Danshi, Snow Man, Fruits Zipper y NiziU.Los cantantes solistas y duetos populares incluyen a Yoasobi, Mrs. Green Apple, Creepy Nuts y Ado.El J-pop ha comenzado a aparecer en las listas mundiales, aunque antes no tenía tanta popularidad.La canción "Idol" de Yoasobi se convirtió en la primera canción japonesa en alcanzar el número uno en la lista Billboard Global Excl. U.S.así como en las listas de Apple Music y YouTube Music.